# Barry Brown
Barry Brown (San José, California, 19 de abril de 1951 - Silver Lake, Los Ángeles, California, 27 de junio de 1978) fue un escritor, dramaturgo y actor de cine, teatro y televisión estadounidense.

## Biografía
Barry Brown nació en California y fue el mayor de los hijos de Donald Brown Bernard y Vivian Brown. Su hermana fue la actriz Marilyn Brown, quien se suicidó en 1998 a la edad de 45 años. Su hermano es el novelista James Brown, que grabó un retrato íntimo de su familia disfuncional en sus memorias aclamadas, The Los Angeles Diaries, publicado por HarperCollins en el 2003, donde cuenta temas como el abuso de drogas, el alcoholismo, la delincuencia y los suicidios.

## Carrera
Brown comenzó su carrera actuando como un niño de cinco años y ha participado en muchos programas de televisión y actuaciones en vivo. Él fue un talentoso joven nacido con un coeficiente intelectual alto transformándose en un niño prodigio. Se inició con Van Johnson en una producción teatral de The Music Man at the age of ten a los diez años.
Tenía 19 años cuando hizo su primera aparición en la pantalla grande en Halls of Anger (1970), seguido por The Great Raid Northfield Minnesota (1972) y su primer papel importante fue el de "Drew Dixon", un soldado de la Guerra Civil, en el aclamado film Bad Company (1972), dirigido por Robert Benton y coprotagonizada por Jeff Bridges. 
Después de su papel en el film Daisy Miller, se concentró en la televisión a lo largo de la década de 1970, incluyendo la película de televisión  The Disappearance of Aimee (1976), sobre la evangelista Aimee Semple McPherson, y numerosos episodios de televisión. Sus últimas apariciones fueron en el drama criminal The Ultimate Thrill en el papel de Joe Dante (1974) y en el film de terror Piraña de 1978.

### Filmografía
- 1958: In Love and War
- 1970: Halls of Anger Winger
- 1970: The Psychiatrist: God Bless the Children Fritz
- 1971: The Birdmen Donnelly
- 1972: The Great Northfield Minnesota Raid Henry Wheeler
- 1972: Bad Company Drew Dixon
- 1972: Lapin 360 Howie
- 1972: The Bravos Garratt
- 1972: Premonition Mike
- 1974: Daisy Miller Frederick Winterbourne
- 1974: The Ultimate Thrill Joe
- 1976: The Disappearance of Aimee Wallace Moore
- 1978: Piraña Soldado
- 1979: Lawman Without a Gun Fred Tayman

### Televisión
- 1969–1970: The Mod Squad Jennings boy
- 1970: Then Came Bronson Len Tayman
- 1970: The Bold Ones: The Senator Steve Lascoe
- 1970: Ironside Charles Borrow
- 1970: Matt Lincoln
- 1970: Gunsmoke Jared Sprague
- 1970–1971: Marcus Welby, M.D. Greg Wells, Jr.
- 1971: Night Gallery Archie Dittman, Jr.
- 1974: RhodaRhoda Jimmy Klein
- 1975: Insight
- 1975: Joe Forrester
- 1976: Barnaby Jones Cory Doyle
- 1976: Police Woman Scott Swanson
- 1977: Testimony of Two Men Howard Best

### Teatro
En 1961 debutó en teatro con la obra Bye Bye Birdie junto a Van Johnson en el Sheraton Palace Hotel.
Escribió, produjo y dirigió obras de teatro, entre ellas Farts Flor, luego renombrado Charity, realizado en off-off-Broadway con críticas favorables. Interpretó a Jamie, la contracara de Geraldine Fitzgerald en la obra Long Day's Journey Into Night (1976).
También interpretó al fotógrafo "Michael Wall" en una producción teatral de la obra Museum, en el Teatro LA Actors en 1963. En ese mismo año actuó en el espectáculo La Music Man, con Forrest Tucker en el Hotel Sheraton Palace en San Francisco, California.

### Etapa como escritor
Brown fue un talentoso escritor de horror y revistas de ciencia ficción.
Fue un colaborador importante de Scream Queens: Heroínas de horrores de Calvin Beck y Stewart Bhob. Publicado por Macmillan en 1978, el libro ilustra los perfiles biográficos de 29 actrices y directores del cine fantástico.
Brown publicó su libro, Unsung Heroes of the Horrors, que abarcaba la vida de algunos talentos pocos conocidos de Hollywood, y también contribuyó a varias revistas, incluyendo  Films in Review y  Castle of Frankenstein.

## Vida privada
Se casó con Jennie Vlahos el 4 de marzo de 1972 para luego divorciarse en mayo de ese mismo año. 

## Suicidio
Barry Brown se quitó la vida al pegarse un tiro en la cabeza en junio de 1978 en su casa ubicada en Los Ángeles, California. El actor, que sufría muy de cerca la depresión, supo declarar en una entrevista: 

"La única vez que no estoy triste es cuando estoy actuando".